# Antinatalisme
Antinatalisme er en filosofisk og etisk position, som hævder, at det er moralsk forkert at bringe nyt liv til verden. Antinatalister mener typisk, at eksistens uundgåeligt medfører lidelse, og at det derfor er bedre at undlade at skabe liv.

## Definition og oprindelse
Antinatalisme stammer fra latin natalis (fødsel) med præfikset anti–. Idéen om at afstå fra at føde forekommer i bl.a. buddhisme og jainisme, hvor fokuset på at afslutte cyklussen af genfødsler for at undgå lidelse har ligheder med antinatalistiske tanker.
I vestlig filosofi optræder idéen tydeligt hos Arthur Schopenhauer, som så livet som grundlæggende lidelsesfyldt og meningsløst.

## Centrale argumenter

### Lidelsesargumentet
Det mest almindelige argument blandt antinatalister er, at da livet uundgåeligt medfører smerte og lidelse, er fraværet af eksistens faktisk fordelagtigt. Siden ikke-eksistens ikke skader nogen, er det bedre at undlade at skabe liv end at risikere lidelse.

### Asymmetri-argumentet
David Benatar populariserede moderne antinatalisme med sit asymmetri-argument:
- Fravær af smerte er godt – selv hvis der ikke er nogen til at opleve det som godt
- Fravær af nydelse er ikke dårligt – hvis der ikke er nogen, der går glip af det

Denne asymmetri gør det ifølge Benatar moralsk bedre ikke at bringe liv til verden.

### Samtykke-argumentet
Nogle antinatalister argumenterer for, at det er etisk problematisk at påtvinge nogen eksistens uden deres samtykke, som per definition ikke kan gives før fødsel.

## Kendte filosoffer og tekster
- David Benatar – sydafrikansk filosof og antinatalismens moderne hovedfortaler, forfatter til Better Never to Have Been (2006).[5]

- Arthur Schopenhauer – tysk filosof (1788-1860) hvis pessimistiske verdenssyn regnes som en vigtig forløber for antinatalisme.[6]

- Julio Cabrera – argentinsk filosof som fremfører en "negativ etik", hvor procreation opfattes som at påføre skade.[7]

- Emil Cioran – rumænsk-fransk forfatter og filosof (1911-1995) med stærkt pessimistiske synspunkter, bl.a. i The Trouble with Being Born.[8]

## Kritik
Antinatalisme har mødt kritik fra flere filosofiske retninger:

### Eksistentialistisk kritik
Eksistentialister som Jean-Paul Sartre og Albert Camus så livet som en mulighed for at skabe mening frem for noget der bør undgås, trods livets iboende absurditet.

### Etisk og moralfilosofisk kritik
- Christine Overall argumenterer mod antinatalismens pessimisme og fremhæver menneskelig modstandskraft og livets positive aspekter.[9]
- Matti Häyry advarer mod overdreven reduktion af kompleks etik til simple principper.[10]

### Biologisk og evolutionær kritik
Kritikere påpeger, at forplantning er en fundamental biologisk drift nødvendig for artens overlevelse, og at antinatalisme går imod grundlæggende evolutionære imperativer.

## Antinatalisme i kulturen
Antinatalistiske temaer findes i forskellige kulturelle udtryk:
- Film og litteratur: Værker som Children of Men (2006) og Melancholia (2011) udforsker temaer om barnløshed og eksistentiel tvivl.

- Aktivisme: Voluntary Human Extinction Movement (VHEMT) arbejder for frivillig ophør af menneskelig reproduktion af miljømæssige årsager.

- Sociale bevægelser: 4B-bevægelsen fra Sydkorea kombinerer antinatalistiske elementer med feminisme gennem afvisning af ægteskab, børn, romantik og sex med mænd.

## Ekstremistiske handlinger
Den 17. maj 2025 udførte 25-årige Guy Edward Bartkus et bombeangreb mod en fertilitetsklinik i Palm Springs, Californien. Bartkus omkom i eksplosionen, som FBI klassificerede som terrorisme med nihilistiske og antinatalistiske motiver.
Den 32-årige Daniel Jongyon Park blev anklaget for at have leveret sprængstoffer til angrebet og døde senere i føderal varetægt den 24. juni 2025.
Begivenheden førte til øget opmærksomhed på radikalisering inden for ekstreme antinatalistiske online-miljøer.

## Relaterede begreber
- Efilisme – filosofisk position om at alt følsomt liv bør ophøre
- Promortalism – synspunkt om at døden er bedre end livet
- Pessimisme – filosofisk holdning om livets grundlæggende negative karakter
- Misanthropi – had eller foragt for menneskeheden
- Asymmetri i etik
- Eksistentialisme